# Psaliodes annuligera
Psaliodes annuligera är en fjärilsart som beskrevs av Paul Dognin 1911. Psaliodes annuligera ingår i släktet Psaliodes och familjen mätare. Inga underarter finns listade i Catalogue of Life.